# هنري لويد هيوز
هنري لويد هيوز (بالإنجليزية: Henry Lloyd-Hughes)‏ (مواليد 1 أغسطس 1985) ممثل تلفزيوني و سينمائي و كاتب بريطاني. معروف بأدواره في فيلم هاري بوتر وكأس النار (2005)، و المسلسل سيتكوم إنبيتوينرز (2008)، وفيلم مدام بوفاري (2014). أشهر أعماله الفنية هو شخصية «رالف ويلان» في المسلسل التلفزيوني الدرامي إنديان سامرز.

## روابط خارجية
- هنري لويد هيوز على موقع IMDb (الإنجليزية)
- هنري لويد هيوز على موقع قاعدة بيانات الأفلام العربية
- هنري لويد هيوز على موقع ألو سيني (الفرنسية)
- هنري لويد هيوز على موقع أول موفي (الإنجليزية)
- هنري لويد هيوز على موقع قاعدة بيانات الفيلم (الإنجليزية)
- هنري لويد هيوز على موقع كينوبويسك (الروسية)